# 2018年颱風蘇力
颱風蘇力（英語：Typhoon Soulik，國際編號：1819，聯合颱風警報中心：WP222018），為2018年太平洋颱風季第19個被命名的熱帶氣旋。「蘇力」一名是由密克羅尼西亞提供，是波納佩島傳統將領的頭銜。

## 氣象歷史
2018年8月，由於副熱帶高壓脊位置偏東北，因此於季風槽內形成的多個系統均北上吹襲華東沿岸或日本。一個低壓區於8月13日在關島東南面海域生成，美國海軍研究實驗室在早上10時半給予熱帶擾動編號99W。電腦數值預報運算結果指出，此系統將採取東北路徑移向日本及有所發展。聯合颱風警報中心在14日下午2時將它在1日內增強為熱帶氣旋的機會評為「低」。
強烈垂直風切變的影響下，該低壓區組織鬆散，對流雜亂無章，不過它持續吸收炎熱海水的能量而開始發展，鞏固其廣闊的低層環流中心。聯合颱風警報中心在晚上11時將上述機會評級升為「中」，至15日早上10時半升至「高」，同時發佈熱帶氣旋形成警報。該系統在當日開始與西面的另一個低壓區互旋，並且採取西移路徑。數值預報曾一度預料兩個低壓區將合併，當晚放棄此預測。垂直風切變減弱令此系統加速增強，中心附近有對流爆發，呈現熱帶氣旋雛形。早上8時，日本氣象廳把該低壓區升為熱帶低氣壓。晚上11時，聯合颱風警報中心將其升格為熱帶低氣壓，給予熱帶氣旋編號22W。由於該熱帶低氣壓東面有赤道反氣旋發展，晚間該系統以時速20-25公里向西北移動。日本氣象廳在晚上9時半發佈烈風警告，表示該系統在1日內有機會增強為熱帶風暴。半日後（16日早上9時半）正式把該系統升為熱帶風暴，並命名為蘇力，給予國際編號1819。另外，苏力成为1951年以来第二早生成的第19号台风。由於副熱帶高壓脊位置偏東北，所以蘇力一直快速向北移動。中國國家氣象中心和聯合颱風警報中心分別在早上9時50分和11時正跟隨升格。
蘇力附近環境繼續支持發展，令蘇力在當晚快速鞏固其低層環流中心，並形成中心密集雲團 ，發展出「雲捲風眼」。香港天文台和日本氣象廳於8月17日凌晨2時將蘇力升格為強烈熱帶風暴，國家氣象中心也在下午2時將其升格為強熱帶風暴。聯合颱風警報中心和日本氣象廳率先分別在當日上午11時後晚上8時將蘇力升格為颱風，香港天文台和國家氣象中心也在翌日（18日）凌晨2時和5時跟隨。蘇力當天的移動速度開始變得緩慢，但受到源源不絕的能量供應其繼續增強，因此蘇力打開了一個風眼。國家氣象中心和香港天文台分別在當天下午2時和晚上8時將其升格為強颱風，中央氣象局也將其升格為中度颱風，強度達至巔峰。
8月19日，蘇力轉向西方行走，並開始進入眼牆置換循環的階段，強度稍微回落。8月20日，蘇力結束眼牆置換，並打開一個眼壁較粗糙的大型風眼，其風眼大小有近半個台灣大，強度再次達至巔峰。從8月20日到8月21日，蘇力一直保持著大型風眼的結構，並持續向西北方移動，掠過日本奄美群島。8月22日，蘇力移入温度較低的東海，強度開始走下坡，風眼結構也開始崩潰。香港天文台和國家氣象中心分別在當天晚上8時和翌日（23日）凌晨2時將其降格為颱風。
蘇力在當天轉向北方移動，進入黃海，強度繼續減弱。日本氣象廳於同日上午8時將其降格為強烈熱帶風暴，同時在濟州島以西約100公里掠過，聯合颱風警報中心也在下午將其降格為熱帶風暴。晚上10時，蘇力在韓國全羅南道海南郡登陸，韓國氣象廳指其登陸時的10分鐘最大持續風速為每秒32米（每小時115公里）。香港天文台和國家氣象中心分別在當天晚上8時和11時將其降格為強烈熱帶風暴。登陸後，蘇力繼續減弱，日本氣象廳於8月24日下午5時將其降格為熱帶風暴。
8月25日凌晨3時，日本氣象廳認為蘇力已轉化為溫帶氣旋。同日凌晨5時，聯合颱風警報中心對其發出最後警報。

## 影響

### 南韓
蘇力在8月23日開始移近南韓，並在當日上午8時在濟州島以西約100公里掠過，並在晚上10時於全羅南道海南郡登陸，橫過朝鮮半島。受到蘇力帶來的狂風暴雨影響。金浦國際機場等全國14個機場共有963個國內航線取消；濟州機場當日取消164班航班，逾4.5萬遊客受困濟州島上；仁川國際機場一共有19個國際航線取消。仁川機場方面也當天從下午6時起停運機場第一航站樓至仁川龍遊站的磁浮列車線路。80條海上航線115艘客輪停運，南韓全國共1493所學校停課，另外還有599所學校提前放學。蘇力為南韓多處帶來暴雨，沿岸出現大浪，全羅南道、光州、濟州有超過2萬戶停電，當中濟州島6000多戶停電，濟州漢拿山一處山坡的降雨量更達到566毫米。8月22日晚上約7時，一名20多歲年輕女子在濟州道西歸浦市拍照時被大浪捲走失蹤，其後認定其已死亡；同行的30多歲男子則受傷，81月23日晚上，全羅道一處社區圍牆被吹倒，有一名少年骨折送醫，另外在多處地區，有公車候車亭毀損，140多棵樹木被吹倒，多盞路燈、紅綠燈受損。全國經濟損失達192億韓圜，折合約1710萬美元。儘管蘇力登陸朝鮮半島，南韓統一部官員在8月24日表示第21次兩韓離散家屬團聚活動的第2輪團聚活動會如期在北韓金剛山舉行。

### 北韓
受到蘇力帶來的狂風暴雨影響，北韓近800棟以上住宅、醫院和學校倒塌，當地最少76人死亡、逾75人失蹤。

### 日本
蘇力在8月23日掠過奄美群島和鹿兒島南面海域。受蘇力的暴風圈影響，九州多處地方受強風吹襲，更刷破鹿兒島中之島9年以來實測陣風的紀錄，為50.1m/s。鹿兒島縣多處有大樹倒塌，沿岸海面湧起巨浪。其中，奄美市一家便利店窗戶破裂，有一位顧客受輕傷。同市三座建築物屋頂被強風吹走，無人受傷；鹿兒島全縣有2萬3千戶停電。

### 中國大陸
當地發佈之最高颱風預警信號： 颱風藍色預警信號
由於蘇力有可能在中國東北部造成嚴重影響，國家減災委員會、應急管理部在8月23日提前緊急派出3個工作組趕赴遼寧、吉林、黑龍江、山東等地，協助做好颱風災害防範應對各項準備工作，並開展搶險救災和安全防範工作檢查，重點檢查督導災害可能影響地區防災、減災、救災工作安排部署、防禦防範措施、救援隊伍到位等情況。蘇力在8月24日最接近中國東北部，為當地帶來狂風暴雨，令江蘇沿海、山東半島東部沿海、黃海、東海以及舟山群島附近海域受7-9級風吹襲，部分海域風速更達到10-11級。受蘇力和冷空氣的共同影響，吉林、遼寧、山東和黑龍江出現強烈降雨，令多條道路水浸，多輛汽車拋錨；更有房子在暴雨中塌下來，一個男人在房屋中受困，被壓破頭部，消防員半天才成功救他出來。中央氣象台同時發佈颱風藍色預警和暴雨藍色預警。

## 熱帶氣旋警告使用紀錄

### 中國大陸
| 国家气象中心 颱風預警信號 | 国家气象中心 颱風預警信號 | 国家气象中心 颱風預警信號 |
| ------------------------- | ------------------------- | ------------------------- |
| 上一熱帶氣旋              | 颱風藍色預警信號          | 下一熱帶氣旋              |
| 熱帶風暴溫比亞            | 颱風藍色預警信號          | 熱帶低氣壓                |

## 外部連結
- （日語）日本氣象廳首頁（页面存档备份，存于）
- （英文）美國聯合颱風警報中心首頁（页面存档备份，存于）
- （简体中文）中央氣象台首頁
- （繁體中文）中央氣象局首頁（页面存档备份，存于）
- （繁體中文）香港天文台首頁（页面存档备份，存于）
- （繁體中文）澳門地球物理暨氣象局首頁（页面存档备份，存于）
- （英文）菲律賓大氣地球物理和天文管理局首頁（页面存档备份，存于）